# Savant Lake
Savant Lake est une communauté canadienne située dans le Nord-ouest de l'Ontario. Elle est située sur la route 599 entre Ignace et Pickle Lake. Elle est également reliée à Sioux Lookout par la route 516.

## Annexe